# Linea Barbara

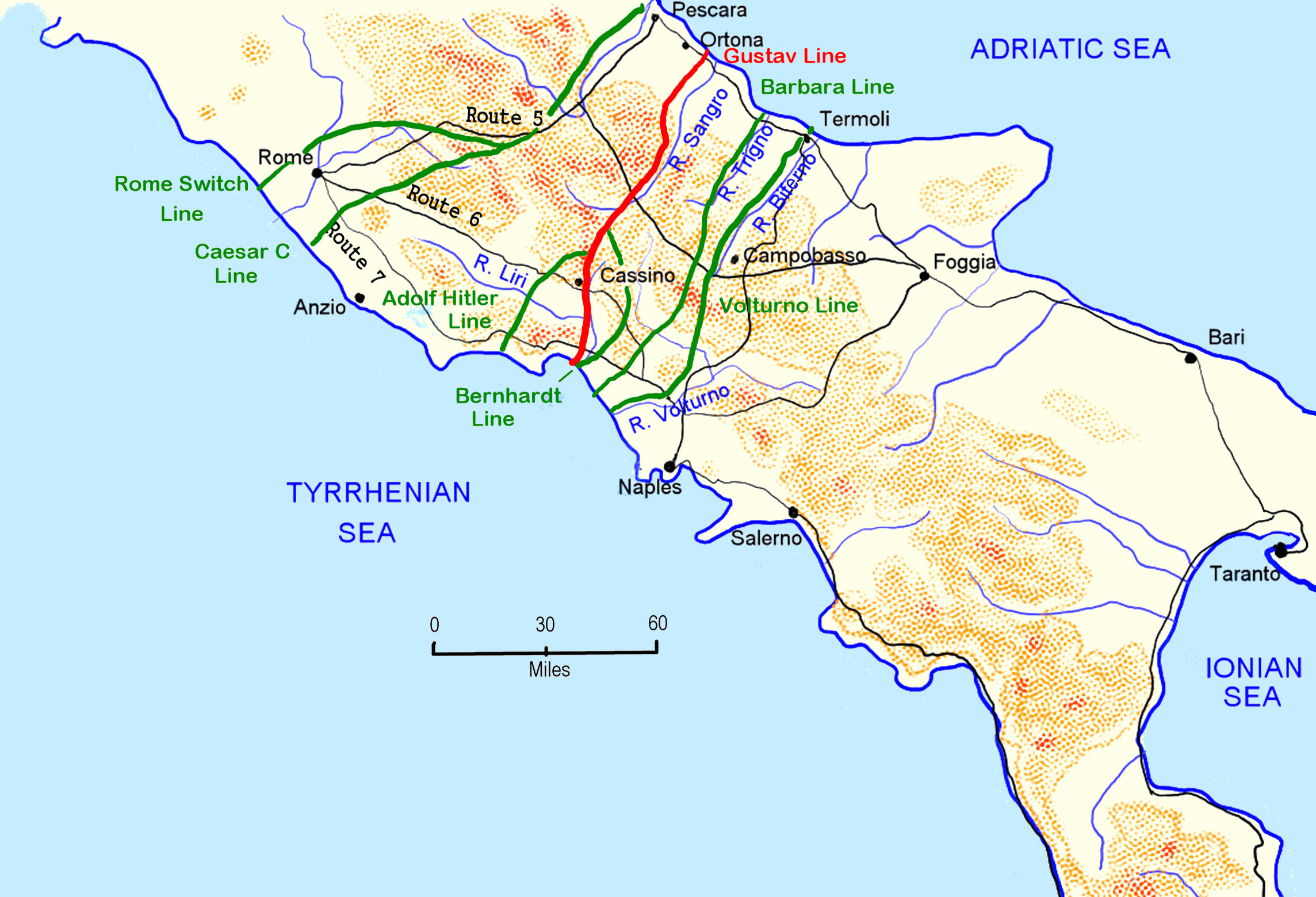
Linee difensive tedesche durante la seconda guerra mondiale

La linea Barbara è una linea fortificata approntata in Italia nell'autunno del 1943 dall'esercito tedesco nella campagna d'Italia (1943-1945), durante la seconda guerra mondiale.

## Storia
Si sviluppava a circa 15 chilometri a sud della Linea Gustav, alla stessa distanza a nord della Linea del Volturno. Dopo quest'ultima, la linea Barbara fu la seconda ad essere utilizzata, in ordine cronologico, dai nazisti in ritirata.
Il feldmaresciallo Albert Kesselring, comandante delle forze tedesche in Italia, ordinò la ritirata sulla linea Barbara il 12 ottobre 1943, dopo che gli Alleati con la loro 5ª armata statunitense erano riusciti a guadare il Volturno, aprendo una breccia nella linea del Volturno.
Alla fine di ottobre, sotto la pressione alleata, le forze tedesche furono costrette ad abbandonare anche la linea Barbara e ad attestarsi dapprima sulla linea Bernhardt e, in seguito, sulla linea Gustav.